# 58e cérémonie des British Academy Film Awards
Pour la cérémonie des BAFTAs récompensant la télévision, voir la 52e cérémonie des British Academy Television Awards.
La 58e cérémonie des British Academy Film Awards, organisée par la British Academy of Film and Television Arts, s'est déroulée le 12 février 2005 à l'Odeon Leicester Square et a récompensé les films sortis en 2004.

## Palmarès

### Meilleur film
- Aviator (The Aviator)
  - Carnets de voyage (Diarios de motocicleta)
  - Eternal Sunshine of the Spotless Mind
  - Neverland (Finding Neverland)
  - Vera Drake

### Meilleur film britannique
Alexander Korda Award.
- My Summer of Love
  - Vera Drake
  - Harry Potter et le Prisonnier d'Azkaban (Harry Potter and the Prisoner of Azkaban)
  - Shaun of the Dead
  - Dead Man's Shoes

### Meilleur réalisateur
David Lean Award.
- Mike Leigh pour Vera Drake
  - Martin Scorsese pour Aviator (The Aviator)
  - Marc Forster pour Neverland (Finding Neverland)
  - Michael Mann pour Collatéral (Collateral)
  - Michel Gondry pour Eternal Sunshine of the Spotless Mind

### Meilleur acteur
- Jamie Foxx pour le rôle de Ray Charles dans Ray
  - Jim Carrey pour le rôle de Joel Barish dans Eternal Sunshine of the Spotless Mind
  - Johnny Depp pour le rôle de J. M. Barrie dans Neverland (Finding Neverland)
  - Leonardo DiCaprio pour le rôle de Howard Hughes dans Aviator (The Aviator)
  - Gael García Bernal pour le rôle d'Ernesto Guevara dans Carnets de voyage (Diarios de motocicleta)

### Meilleure actrice
- Imelda Staunton pour le rôle de Vera Drake dans Vera Drake
  - Charlize Theron pour le rôle d'Aileen Wuornos dans Monster
  - Kate Winslet pour le rôle de Clementine Kruczynski dans Eternal Sunshine of the Spotless Mind
  - Kate Winslet pour le rôle de Sylvia Llewelyn Davies dans Neverland (Finding Neverland)
  - Zhang Ziyi pour le rôle de Mei dans Le Secret des poignards volants (十面埋伏)

### Meilleur acteur dans un rôle secondaire
- Clive Owen pour le rôle de Larry dans Closer, entre adultes consentants (Closer)
  - Alan Alda pour le rôle de Ralph Owen Brewster dans Aviator (The Aviator)
  - Phil Davis pour le rôle de Stan dans Vera Drake
  - Jamie Foxx pour le rôle de Max Durocher dans Collatéral (Collateral)
  - Rodrigo de la Serna pour le rôle d'Alberto Granado dans Carnets de voyage (Diarios de motocicleta)

### Meilleure actrice dans un rôle secondaire
- Cate Blanchett pour le rôle de Katharine Hepburn dans Aviator (The Aviator)
  - Natalie Portman pour le rôle d'Alice dans Closer, entre adultes consentants (Closer)
  - Meryl Streep pour le rôle d'Eleanor Shaw dans Un crime dans la tête (The Manchurian Candidate)
  - Julie Christie pour le rôle d'Emma du Maurier dans Neverland (Finding Neverland)
  - Heather Craney pour le rôle de Joyce dans Vera Drake

### Meilleur scénario original
- Eternal Sunshine of the Spotless Mind – Charlie Kaufman
  - Collatéral (Collateral) – Stuart Beattie
  - Ray – James L. White
  - Aviator (The Aviator) – John Logan
  - Vera Drake – Mike Leigh

### Meilleur scénario adapté
- Sideways – Alexander Payne et Jim Taylor
  - Closer, entre adultes consentants (Closer) – Patrick Marber
  - Carnets de voyage (Diarios de motocicleta) – José Rivera
  - Neverland (Finding Neverland) – David Magee
  - Les Choristes – Christophe Barratier et Philippe Lopes-Curval

### Meilleurs costumes
- Vera Drake
  - Aviator (The Aviator)
  - Neverland (Finding Neverland)
  - Le Secret des poignards volants (十面埋伏)
  - Le Marchand de Venise (The Merchant of Venice)

### Meilleurs maquillages et coiffures
- Aviator (The Aviator)
  - Neverland (Finding Neverland)
  - Harry Potter et le Prisonnier d'Azkaban (Harry Potter and the Prisoner of Azkaban)
  - Le Secret des poignards volants (十面埋伏)
  - Vera Drake

### Meilleure photographie
- Collatéral (Collateral) – Dion Beebe et Paul Cameron
  - Aviator (The Aviator) – Robert Richardson
  - Neverland (Finding Neverland) – Roberto Schaefer
  - Le Secret des poignards volants (十面埋伏) – Zhao Xiaoding
  - Carnets de voyage (Diarios de motocicleta) – Eric Gautier

### Meilleur montage
- Eternal Sunshine of the Spotless Mind – Valdís Óskarsdóttir
  - Aviator (The Aviator) – Jim Miller ; Paul Rubell
  - Collatéral (Collateral) – Long Cheng
  - Le Secret des poignards volants (十面埋伏) – Jim Clark
  - Vera Drake – Thelma Schoonmaker

### Meilleure direction artistique
- Aviator (The Aviator) – Dante Ferretti
  - Neverland (Finding Neverland) – Gemma Jackson
  - Harry Potter et le Prisonnier d'Azkaban (Harry Potter and the Prisoner of Azkaban) – Stuart Craig
  - Le Secret des poignards volants (十面埋伏) – Tingxiao Huo
  - Vera Drake – Eve Stewart

### Meilleurs effets visuels
- Le Jour d'après
  - Spider-Man 2
  - Harry Potter et le Prisonnier d'Azkaban (Harry Potter and the Prisoner of Azkaban)
  - Le Secret des poignards volants (十面埋伏)
  - Aviator (The Aviator)

### Meilleur son
- Ray
  - Aviator (The Aviator)
  - Collatéral (Collateral)
  - Le Secret des poignards volants (十面埋伏)
  - Spider-Man 2

### Meilleure musique de film
Anthony Asquith Award
- Carnets de voyage (Diarios de motocicleta) – Gustavo Santaolalla
  - Neverland (Finding Neverland) – Jan A.P. Kaczmarek
  - Les Choristes – Bruno Coulais
  - Ray – Craig Armstrong
  - Aviator (The Aviator) – Howard Shore

### Meilleur film en langue étrangère
- Carnets de voyage (Diarios de motocicleta)  Argentine/ Pérou/ Chili (en espagnol)
  - Les Choristes  France
  - Un long dimanche de fiançailles  France  États-Unis
  - La Mauvaise Éducation (La mala educación)  Espagne (en espagnol)
  - Le Secret des poignards volants (十面埋伏)  Chine/ Hong Kong (en mandarin)

### Meilleur court-métrage
- The Banker – Hattie Dalton
  - Can't Stop Breathing – Amy Neil
  - Elephant Boy – Rene Mohandas
  - Knitting a Love Song – Debbie Ballin et Annie Watson
  - Six Shooter – Martin McDonagh

### Meilleur court-métrage d'animation
- Birthday Boy – Sejong Park
  - City Paradise – Gaëlle Denis
  - Heavy Pockets – Sarah Cox
  - His Passionate Bride – Monika Forsberg
  - Little Things – Daniel Greaves

### Meilleur nouveau scénariste, réalisateur ou producteur britannique
Carl Foreman Award.
- Amma Asante (réalisatrice, scénariste) – A Way of Life
  - Andrea Gibb (scénariste) – AfterLife
  - Shona Auerbach (réalisatrice) – Dear Frankie
  - Matthew Vaughn (réalisateur) – Layer Cake
  - Nira Park (productrice) – Shaun of the Dead

### Meilleure contribution au cinéma britannique
Michael Balcon Award.
- Angela Allen

### Audience Award
Ou Orange Film of the Year. Résulte d'un vote du public.
- Harry Potter et le Prisonnier d'Azkaban (Harry Potter and the Prisoner of Azkaban)

### Fellowship Award
Prix d'honneur de la BAFTA, récompense la réussite dans les différentes formes du cinéma.
- John Barry
- David Frost

## Récompenses et nominations multiples

### Nominations multiples

#### Films
14  : Aviator
 11  : Vera Drake, Neverland
 9  : Le Secret des poignards volants
 7  : Carnets de voyage
 6  : Eternal Sunshine of the Spotless Mind, Collatéral
 4  : Harry Potter et le Prisonnier d'Azkaban, Ray
 3  : Les Choristes, Closer, entre adultes consentants
 2  : Spider-Man 2, Shaun of the Dead

#### Personnalités
2  : Kate Winslet, Jamie Foxx, Mike Leigh

### Récompenses multiples
Légende : Nombre de récompenses/Nombre de nominations

#### Films
4 / 14  : Aviator
 3 / 11  : Vera Drake
 2 / 4  : Ray
 2 / 6  : Eternal Sunshine of the Spotless Mind
 2 / 7  : Carnets de voyage

### Les grands perdants
0 / 11  : Neverland
 0 / 9  : Le Secret des poignards volants